# Maria Martinell i Taxonera
Maria Martinell i Taixonera (Barcelona, 1927 - 24 de maig de 2014) va protagonitzar bona part de les iniciatives significatives de l'Església catalana de la segona meitat del segle xx. Marcada pel Concili Vaticà II, es preocupà per les qüestions socials i el paper de la dona a la societat i l'Església. Era filla de l'arquitecte modernista Cèsar Martinell i Brunet.
Fou un puntal de l'Editorial Estela, que va portar a Catalunya llibres com les Pregàries de Michele Quoist o Reeixir. També participà activament a la revista Qüestions de Vida Cristiana que dirigia el monjo de Montserrat Evangelista Vilanova. També impulsà el Fòrum Vida i Evangeli per a reflexionar sobre l'Església, d'on sorgí el col·lectiu de Dones de l'Església, on fou la primera presidenta. Tingué una estreta relació amb el cardenal Narcís Jubany que li confià l'Institut d'Estudis Socials de Barcelona (ICESB), on van passar personatges claus de la transició o de l'Església més avançada com Alfonso Carlos Comín, José Maria Díez Alegria, o José García Nieto. També hi fundà la revista Perspectiva Social.
El 2006 va publicar les memòries Sense renúncies escrites amb Antoni Sella.
Rebé la Medalla d'Honor de Barcelona 1988, la Medalla al treball President Macià.